# Jules Goux
Jules Goux (Valentigney, 1885. április 6. – Mirmande, 1965. március 6.) francia autóversenyző, az indianapolisi 500 mérföldes autóverseny első európai győztese.

## Pályafutása

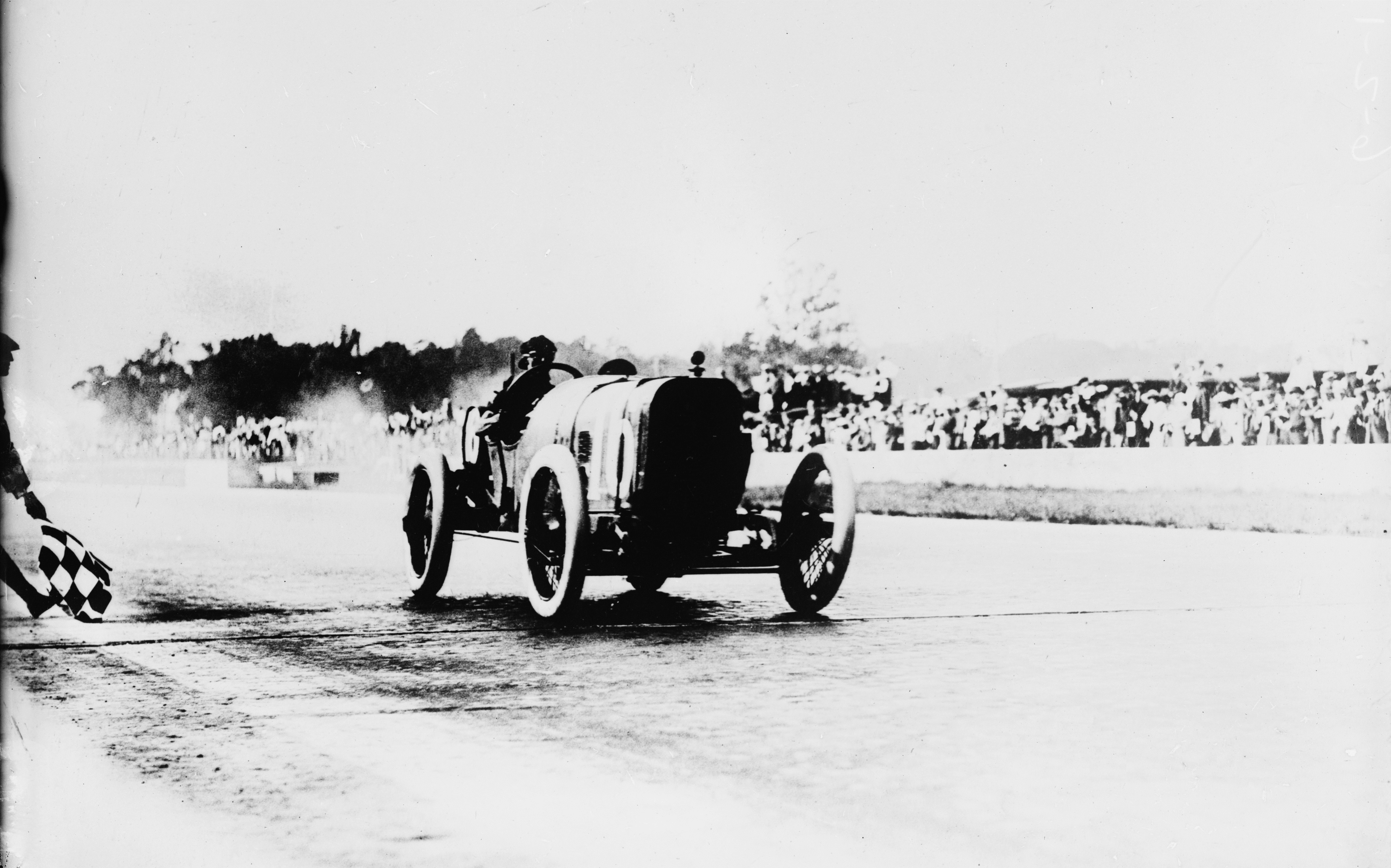
Goux az 1913-as indianapolisi 500 leintésekor.

1908-ban és 1909-ben győzött a Barcelona közelében rendezett Catalan Cup-on. Sikerei láttán a Peugeot felkérte gyári versenyzőnek. 
1912-ben megnyerte a Sarthe Cup nevezetű autóversenyt Le Mans-ban.
1913 és 1922 között öt alkalommal vett részt az indianapolisi 500 mérföldes viadalon. Az 1913-as futamon a hetedik helyről rajtolt, összesen 138 körön át állt az élen, és végül több mint tizenhárom perces előnnyel győzött az amerikai Spencer Wishart előtt. Ezzel ő lett az első európai és az első nem amerikai, aki nyerni tudott a versenyen. Sikere a Peugeot-gyár első győzelmét is jelentette a verseny történelmében. A következő évben negyedik lett, majd a világháború miatt 1919-ig nem indult Indianapolisban. Az 1919-es futamon harmadikként zárt, 1920-ban és 1922-ben viszont nem ért célba.
1921-ben megnyerte az első olasz nagydíjat, valamint harmadik volt a francia nagydíjon. 1926-ig nem ért el jelentősebb sikereket. 1926-ban győzött a San Sebastianban rendezett európai nagydíjon, és megnyerte a francia nagydíjat is.

## Eredményei

### Indy 500
| Év       | Rajtszám | Rajthely | Eredmény | Körök | Élen | Kiesés oka |
| -------- | -------- | -------- | -------- | ----- | ---- | ---------- |
| 1913     | 16       | 7        | 1        | 200   | 138  |            |
| 1914     | 6        | 19       | 4        | 200   | 1    |            |
| 1919     | 6        | 22       | 3        | 200   | 0    |            |
| 1920     | 16       | 21       | 15       | 148   | 0    | Motorhiba  |
| 1922     | 14       | 22       | 25       | 25    | 0    | Tengey     |
| Összesen | Összesen | Összesen | Összesen | 773   | 139  |            |

| Indulás  | 5 |
| Pole p.  | 0 |
| Első sor | 0 |
| Győzelem | 1 |
| Top 5    | 3 |
| Top 10   | 3 |
| Kiesett  | 2 |